# Balassa Péter (politikus)
Balassa Péter (Sárvár, 1975. március 18. –) magyar labdarúgó, politikus, 2022-től jobbikos, 2025-től független országgyűlési képviselő.

## Élete
Labdarúgó pályafutása során a Haladás, a Debrecen, a Videoton és a Kaposvár színeiben lépett pályára. 2011-től a Répcelaki SE vezetőedzőjeként dolgozik.
2009-ben lépett be a Jobbik Magyarországért Mozgalomba. A 2010-es, 2014-es és a 2018-as országgyűlési választásokon országgyűlési képviselőjelöltként indult, azonban mandátumot nem nyert. A 2010-es és a 2014-es önkormányzati választásokon Szombathelyen önkormányzati képviselői helyet szerzett. A 2022-es országgyűlési választásokon országos listás jelöltként indult és mandátumot szerzett.
Házas, kettő gyermek édesapja.